# Ann Mounsey
Ann Sheppard Mounsey, o Ann Mounsey Bartholomew nom de casada (17 Abril 1811 - 24 Juny 1891), nasqué a Londres, Soho, al carrer Old Compton n 21, primogènita de Thomas Mounsey i Mary Briggs. Fou una pianista, organista i compositora anglesa. Estudià amb Johann Bernhard Logier. Després de 1828 es tornà la organista de diverses esglésies de Londres, treballant a St Vedast Foster Lane prop de quinze anys. També dugué a terme concerts com a solista i acompanyant.
Al 1845 va interpretar com a acompanyant l'estrena de Hear My Prayer, un himne de Fèlix Mendelssohn per soprano, cor i orgue i el 1853 es casà amb el llibretista William Bartholomew (1793-1867). Després del casament es dedicà a ensenyar música a Londres i treballa de compositora.

## Obres
Bartholomew compongué un gran nombre de cançons, part-songs, himnes i altres peces per piano i orgue. Composicions seleccionades inclouen:
- The Nativity, oratori 1853
- Supplication and Thanksgiving, cantata sacre 1864
- Sacred Harmony, una col·lecció d'obres sagrades (amb la col·laboració de la seva germana, Elizabeth Mounsey)[3]